# Інститут кормів та сільського господарства Поділля НААН України
Установу створено в 1973 р. як Український науково-дослідний інститут кормів Південного відділення ВАСГНІЛ на базі відділу кормовиробництва Українського науково-дослідного інституту землеробства. З 1992 року — Інститут кормів Української академії аграрних наук, з 2011 року — Інститут кормів та сільського господарства Поділля НААН України.

## Напрямки роботи
- інтенсифікація польового кормовиробництва, вирішення проблеми кормового білка відповідно до особливостей ґрунтово-кліматичних зон країни;
- створення та інтенсивне використання сінокосів і пасовищ, підвищення продуктивності природних кормових угідь, розробка прийомів використання схилових земель;
- розробка та впровадження прогресивних технологій вирощування високобілкових і високоенергетичних культур;
- розробка нових методів селекції рослин і створення на їх основі конкурентоспроможних сортів і гібридів кормових і зернобобових культур;
- розробка і освоєння системи промислового насінництва кормових культур, виробництво оригінального та елітного насіння кормових, зернобобових, зернофуражних та інших культур;
- інтенсифікація кормовиробництва на зрошуваних та осушених землях; науковообґрунтовані системи удобрення кормових і інших культур;
- інтегровані системи захисту кормових культур від бур'янів, шкідників і хвороб;
- розробка ресурсо- та енергозберігаючих технологій заготівлі, зберігання та використання кормів, складу комбікормів і преміксів;
- розробка нових і удосконалення існуючих методів оцінки поживності кормів, якості сировини і кормів;
- розробка концепцій зональної спеціалізації і економіки виробництва кормів, державних програм розвитку кормовиробництва;
- координація та методичне керівництво дослідженнями науково-дослідних установ по Державній науково-технічній програмі «Кормовиробництво»;
- впровадження і пропаганда досягнень науки і передового досвіду з кормовиробництва;
- підготовка наукових кадрів; дорадчі послуги з проблем розвитку галузей АПК та сільської місцевості.

## Про інститут
До складу інституту входять Бохоницьке дослідне господарство Інституту кормів та сільського господарства Поділля НААН
Вченими Інституту створено і передано на державне сортовипробування понад 70 сортів і гібридів кормових, зернобобових та інших сільськогосподарських культур. З них понад 60 занесено до Реєстру сортів рослин України. Одержано понад 125 патентів та авторських свідоцтв на винаходи. Співробітники інституту видали понад 100 книг і брошур з проблем кормовиробництва, понад 3000 статей, 60 видань міжвідомчого тематичного збірника «Корми і кормовиробництво». На базі Інституту проведено понад 10 міжнародних конференцій. З березня 2007 року на базі установи працює Центр наукового забезпечення АПВ Вінницької області.
Персонал Інституту складається із 155 працівників, з них 70 наукових співробітників. 22 мають наукові ступені, в тому числі 6 докторів наук, 1 академік і 2 члени-кореспонденти УААН.